# Unia Patriotyczna (Kolumbia)
Unia Patriotyczna (hiszp. Unión Patriótica, UP) – partia polityczna w Kolumbii. 

## Historia
Powstała w 1985 roku. Pełniła funkcję reprezentacji politycznej partyzantów z Rewolucyjnych Sił Zbrojnych Kolumbii (FARC), niemniej jednak jej szeregi zasilili też działacze niezwiązani z rebeliantami.
W wyborach z 1986 roku członkowie partii zdobyli 350 miejsc w samorządach, 9 w niższej izbie parlamentu i 6 w senacie. Sukces wyborczy przyczynił się do rozpoczęcia rządowych represji przeciwko jej członkom i sympatykom. 
W 1986 roku partia wystawiła kandydaturę Jaime Pardo Leala. Polityk zdobył 4,54% głosów. Leala rok później w zamachu.
W wyborach prezydenckich w 1990 roku partia wystawiła kandydaturę Bernardo Jaramillo Ossa. Polityk zginął na krótko przed wyborami.
Od 1988 do 1992 roku zabitych zostało od czterech do sześciu tysięcy działaczy i zwolenników partii. Za zabójstwami stały kolumbijskie służby oraz członkowie sił paramilitarnych i gangów narkotykowych. Represje kontynuowane były przez lata 90. W 1996 roku samochód przewodniczącej partii Aídy Avelli został ostrzelany pociskiem rakietowym. Polityk w trosce o swoje życie opuściła kraj.
Partia została oficjalnie rozwiązana w 2002 roku. Ugrupowanie w 2013 roku zostało ponownie zarejestrowane.

## Ideologia
Jest partią lewicową.